# Christoph Bogon
Christoph Bogon (* 1971 in Kassel) ist ein deutscher Kirchenmusiker.

## Leben und Wirken
Christoph Bogon studierte Evangelische Kirchenmusik an der Hochschule für Musik Freiburg. Seit 2002 ist er Bezirkskantor in Schopfheim und leitet in dieser Funktion mehrere Chöre und ist als Organist tätig. Zudem wirkt er bei der kirchenmusikalischen Ausbildung an der Akademie für Kirchenmusik in Heidelberg mit. Dort unterrichtet er die Fächer Chorleitung, Musiktheorie, Orgelliteraturspiel und liturgisches Orgelspiel.
Er war 2009–2020 Präsident des „Verbandes evangelischer Kirchenmusikerinnen und Kirchenmusiker in Deutschland“ und war 2006–2018 Präsident des Landesverbandes Baden. 2012 erfolgte die Ernennung zum Kirchenmusikdirektor.
Christoph Bogon war 2020–2023 im Hauptausschuss der „Gesellschaft der Orgelfreunde“ und ist seit dem 1. Mai 2023 deren Präsident. Reisen als Konzertorganist führten ihn in verschiedene europäische Länder und nach Südafrika.
Bogon hat mehrere Werke für Chor mit Orchester- oder Orgelbegleitung sowie Werke für Orgel komponiert, von denen einige beim Strube-Verlag verlegt wurden. Zudem schuf er Melodien für moderne geistliche Lieder.

## Werke

### Kompositionen
- Komm, Heiliger Geist, Herre Gott. Geistliches Konzert für Solo-Sopran, Flöte und Orgel. Strube, München 2023.
- Drei Skizzen für Orgel-Duo. Strube, München 2021.
- Vorspiel und Sätze zu „Die güldne Sonne (EG 449).“ In: Alles, was Odem hat. Geistliche Musik für Bläser und Sänger. Strube, München 2019.
- Singen und Sagen, Sinfonische Kantate zum Reformationsfest für Soli, Chor und Orchester. 2017
- Diverse Vorspiele und Sätze in: Unsere Kernlieder. 33 Lieder aus dem Evangelischen Gesangbuch zum Zuhören und Mitsingen. Von und mit Christoph Bogon, Helmut Michael Brand, Kay Johannsen, Carsten Klomp, Johannes Matthias Michel, Jens Wollenschläger. Strube, München 2015 (mit 2 CDs).
- Caritas. Kantate für Sopran-Solo, 4–5-stimmigen gemischten Chor und Kammerorchester. Strube, München 2011.
- In Paradisum. 2013.[5]
- Te Deum. Zur 1200-Jahr Feier der Stadt Schopfheim, 2007.

### Schriften
- Stellungnahme zu den Herausforderungen der Corona-Krise in der evangelischen Kirchenmusik. In: Württembergische Blätter für Kirchenmusik. 87, 2020, Heft 3, S. 27–28.
- (mit Katja Zerbst, Peter Ammer): Kirchenmusikvermittlung. Existentiell wichtig für die Zukunft der Kirchenmusik. In: Württembergische Blätter für Kirchenmusik. 88, 2021, Heft 3, S. 8–10.
- (mit Katja Zerbst): Gründungstagung zum Netzwerk Kirchenmusikvermittlung im Februar 2021. In: Forum Kirchenmusik. Bd. 72, 2021, Heft 3, S. 31–32.
- Neue Wege im Orgelunterricht. In: Forum Kirchenmusik. Bd. 70, 2019, Heft 3, S. 11 ff.
- Die tarifliche Situation von evangelischen Kirchenmusikern. In: Musik und Kirche. Bd. 87, 2017, Heft 4, S. 206–208.
- Neugierig auf neue Töne. In: Musik und Kirche. Bd. 79, 2009, Heft 4, S. 288–289.